# Divisão N.º 17 (Saskatchewan)
A Divisão N.º 17 é uma das dezoito divisões administrativas do censo da província canadense de Saskatchewan, conforme definido pela Statistics Canada. A região está localizada no canto oeste da província, na fronteira com Alberta. A comunidade mais populosa desta divisão é a cidade interprovincial de Lloydminster (compartilhada com Alberta). Outra importante centro populacional é a cidade de Meadow Lake.
De acordo com o censo populacional de 2006, 40 mil pessoas moram nesta divisão. A região tem uma área de 22457 km2.